# Elena Carraro
Elena Carraro (Brescia, 3 gennaio 2001) è un'ostacolista italiana.

## Biografia
Indossa per la prima volta la maglia della nazionale italiana giovanile ai campionati europei under 18 di Győr, dove non conclude la gara dei 100 metri ostacoli nelle batterie di qualificazione, a differenza di quanto accade ai campionati europei under 20 di Borås, dove riesce a concludere la gara in 14"25, tempo però insufficiente per passare ai turni di semifinale. Migliora nel 2021, quando ai campionati europei under 23 riesce ad approdare in semifinale, senza però riuscire a procedere oltre.
Nel 2022 prende parte ai Giochi del Mediterraneo di Orano, dove si classifica settima nei 100 metri ostacoli. L'anno successivo si classifica invece sesta nei 60 metri piani ai campionati del Mediterraneo under 23 indoor di Valencia 2023. Sempre nel 2023 conquista la medaglia d'argento nei 100 metri ostacoli ai campionati europei under 23 di Espoo, con il tempo di 12"97.
Nel 2024 corre i 100 metri ostacoli ai campionati europei di atletica leggera di Roma, ma non riesce a qualificarsi per la finale. Nel 2025, dopo essersi classificata quinta ai Giochi mondiali universitari di Bochum, conquista il suo primo titolo di campionessa italiana assoluta dei 100 metri ostacoli a Caorle.

## Progressione

### 60 metri ostacoli
| Stagione | Tempo   | Luogo   | Data      | Rank. Mond. |
| -------- | ------- | ------- | --------- | ----------- |
| 2025     | 8"23(i) | Parigi  | 9-2-2025  |             |
| 2024     | 8"24(i) | Bergamo | 4-2-2024  |             |
| 2023     | 8"17(i) | Ancona  | 5-2-2023  |             |
| 2022     | 8"25(i) | Ancona  | 26-2-2022 |             |
| 2022     | 8"25(i) | Ancona  | 6-2-2022  |             |
| 2019     | 8"61(i) | Ancona  | 3-2-2019  |             |

### 100 metri ostacoli
| Stagione | Tempo            | Luogo             | Data      | Rank. Mond. |
| -------- | ---------------- | ----------------- | --------- | ----------- |
| 2025     | 12"84 (+1,9 m/s) | Imperia           | 1-5-2025  |             |
| 2024     | 12"93 (+1,4 m/s) | La Chaux-de-Fonds | 14-7-2024 |             |
| 2023     | 12"89 (+1,8 m/s) | Agropoli          | 17-6-2023 |             |
| 2022     | 13"13 (+0,7 m/s) | Savona            | 18-5-2022 |             |
| 2021     | 13"39 (+1,1 m/s) | Rovereto          | 26-6-2021 |             |
| 2020     | 13"70 (+1,3 m/s) | Vicenza           | 11-7-2020 |             |
| 2019     | 13"86 (+1,4 m/s) | Rieti             | 8-6-2019  |             |
| 2018     | 14"22 (-0,5 m/s) | Cinisello Balsamo | 26-5-2018 |             |
| 2017     | 14"63 (+1,0 m/s) | Torino            | 24-9-2017 |             |

## Palmarès
| Anno | Manifestazione                              | Sede     | Evento                   | Risultato  | Prestazione      | Note |
| ---- | ------------------------------------------- | -------- | ------------------------ | ---------- | ---------------- | ---- |
| 2018 | Campionati europei under 18                 | Győr     | 100 m ostacoli (76,2 cm) | Batteria   | dnf (+3,1 m/s)   |      |
| 2019 | Campionati europei under 20                 | Borås    | 100 m ostacoli           | Batteria   | 14"25 (-2,3 m/s) |      |
| 2021 | Campionati europei under 23                 | Tallinn  | 100 m ostacoli           | Semifinale | 13"61 (-2,1 m/s) |      |
| 2022 | Giochi del Mediterraneo                     | Orano    | 100 m ostacoli           | 7ª         | 13"67 (+1,0 m/s) |      |
| 2023 | Campionati del Mediterraneo under 23 indoor | Valencia | 60 m ostacoli            | 6ª         | 8"47             |      |
| 2023 | Campionati europei under 23                 | Espoo    | 100 m ostacoli           | Argento    | 12"97 (0,0 m/s)  |      |
| 2024 | Campionati europei                          | Roma     | 100 m ostacoli           | Semifinale | 13"06 (+0,1 m/s) |      |
| 2025 | Giochi mondiali universitari                | Bochum   | 100 m ostacoli           | 5ª         | 12"98 (+0,1 m/s) |      |

## Campionati nazionali
- 1 volta campionessa italiana assoluta dei 100 metri ostacoli (2025)
- 1 volta campionessa italiana under 23 dei 100 metri ostacoli (2023)
- 1 volta campionessa italiana under 23 dei 60 metri ostacoli indoor (2022)
- 1 volta campionessa italiana under 23 della staffetta 4×200 metri su pista corta indoor (2023)
- 1 volta campionessa italiana under 20 dei 60 metri ostacoli indoor (2019)

2017
- 4ª ai campionati italiani under 18 indoor, 60 m ostacoli (76,2 cm) - 8"96
- 7ª ai campionati italiani under 18, 100 m ostacoli (76,2 cm) - 14"67 (vento: -1,7 m/s)

2018
- Argento ai campionati italiani under 18 indoor, 60 m ostacoli (76,2 cm) - 8"62
- Argento ai campionati italiani under 18, 100 m ostacoli (76,2 cm) - 13"68 (vento: +0,8 m/s)
- In batteria ai campionati italiani assoluti, 100 m ostacoli - 14"46 (vento: 0,0 m/s)

2019
- Oro ai campionati italiani under 20 indoor, 60 m ostacoli - 8"61
- Argento ai campionati italiani under 20, 100 m ostacoli - 13"86 (vento: +1,4 m/s)
- Argento ai campionati italiani under 20, staffetta 4×100 m - 47"29

2020
- Argento ai campionati italiani under 20, 100 m ostacoli - 14"10 (vento: -1,1 m/s)

2021
- 4ª ai campionati italiani assoluti, 100 m ostacoli - 13"39 (vento: +1,1 m/s)

2022
- Oro ai campionati italiani under 23 indoor, 60 m ostacoli - 8"25
- Bronzo ai campionati italiani under 23 indoor, staffetta 4×200 m pista corta - 1'41"73
- Bronzo ai campionati italiani assoluti indoor, 60 m ostacoli - 8"25
- Bronzo ai campionati italiani assoluti, 100 m ostacoli - 13"23 (vento: 0,0 m/s)

2023
- Argento ai campionati italiani under 23 indoor, 60 m ostacoli - 8"17
- Oro ai campionati italiani under 23 indoor, staffetta 4×200 m pista corta - 1'39"86
- 7ª ai campionati italiani assolti indoor, 60 m ostacoli - 8"25
- Oro ai campionati italiani under 23, 100 m ostacoli - 12"89 (vento: +1,8 m/s)
- Argento ai campionati italiani under 23, staffetta 4×100 m - 47"51
- Argento ai campionati italiani assolti, 100 m ostacoli - 13"14 (vento: -0,7 m/s)

2024
- 7ª ai campionati italiani assoluti indoor, 60 m ostacoli - 8"36
- 4ª ai campionati italiani assoluti, 100 m ostacoli - 13"13 (vento: +0,4 m/s)

2025
- In batteria ai campionati italiani assoluti indoor, 60 m ostacoli - 8"55
- Oro ai campionati italiani assoluti, 100 m ostacoli - 12"87 (vento: +0,5 m/s)

## Altre competizioni internazionali
2023
- 8ª all'Herculis ( Monaco), 100 m ostacoli - 13"28 (vento: +0,6 m/s)

2025
- 6ª al Meeting international Mohammed VI d'athlétisme de Rabat ( Rabat), 100 m ostacoli - 12"89 (vento: +1,2 m/s)